# 王盛弘
王盛弘（1970年3月30日—），是一位出生於彰化縣和美鎮的作家及媒體人，現為聯合報副刊主任。

## 生平

### 生涯
1970年3月30日，王盛弘出生於彰化縣和美鎮「竹圍仔」一個農村家族。他自幼即喜愛寫作、繪畫，並以成為畫家或老師為志願。他在青少年時期熱愛閱讀琦君與三島由紀夫的作品，並因此受到啟發。 他一路升學於彰化縣和美鎮大榮國民小學、彰化縣立和美高級中學、國立彰化高級中學、輔仁大學大眾傳播學系廣播電視組，並肄業於國立臺北教育大學臺灣文化研究所。1993年，他在結束學業後服役於空軍氣象聯隊；其間，他發表了一百多篇散文。1995年，他在退伍後開始長期在臺北地區媒體相關事業工作，並曾經以副刊編輯獲得金鼎獎。2001年，他自助旅行於英國、法國及西班牙等地近三個月，並因此為往後創作奠定豐實靈感及養分。

### 文學創作
王盛弘愛好文學、藝術、植物及旅行等相關事物，並傾心於觀察社會現象。
他在就讀於國立彰化高級中學時曾參加六屆「彰中文學獎」並有八篇文章獲獎，此外，他也頻繁在《彰化青年》發表文章。他也在服役於空軍氣象聯隊時發表一百多篇散文。
他曾透過探索大自然並結合人文內容將歐洲旅行經驗寫成《慢慢走》（2006，二魚文化）一書；該書為他「三稜鏡」三部曲系列創作之一。 2008年，他再度出版「三稜鏡」的第二部曲作品《關鍵字：台北》（2008，馬可孛羅）；該書將二二八和平紀念公園、建國花市、陽明山、永康街、德惠街、牯嶺街、外雙溪、淡水、平溪、夜店、健身房等臺北地標融匯其中，以帶領讀者遇見不一樣的在地風情。
王盛弘已公開其男同性戀身分，並以文學創作仔細描寫其內心歷程。

## 文學作品

### 散文專著
- 《桃花盛開》（1998，爾雅）[8]
- 《假面與素顏》（2000，九歌；後更名為《留下，或者離去》）
- 《草本記事》（2000，智慧事業體；入選新聞局中小學生優良課外讀物推薦第19次推介[20]，後更名為《都市園丁》）
- 《一隻男人》（2001，爾雅）
- 《帶我去吧，月光》（2003，一方）
- 《慢慢走》（2006，二魚；2011，龍門書局）
- 《關鍵字：台北》（2008，馬可孛羅）
- 《十三座城市》（2010，馬可孛羅；2011，龍門書局）
- 《大風吹：台灣童年》（2013，聯經）
- 《花都開好了》（2017，馬可孛羅）
- 《雪佛》（2022，馬可孛羅）

### 主編文選
- 《我們這一代：七年級作家》（與宇文正主編，2016，麥田）
- 《106年散文選》（主編，2018，九歌）

## 獲獎
- 「甜蜜蜜」九歌108年度散文選，2020年
- 《花都開好了》入圍國立臺灣文學館圖書類散文金典獎，2018年
- 入選九歌105年散文選（〈高尾山記事〉，楊佳嫻主編，2017年）
- 入選九歌103年度散文選（〈小風吹〉，阿盛主編，2015年）
- 臺北國際書展金蝶獎榮譽獎（與聶永真、葉懿瑩[21]共同獲得，2014年）
- 《大風吹：台灣童年》入圍國立臺灣文學館圖書類散文金典獎，2014年
- 中國文藝獎章（散文獎項，2014年）
- 入選九歌102年度散文選（〈給愛麗絲〉，柯裕棻主編，2014年）
- 入選九歌101年度散文選（〈夜躑躅〉，隱地主編，2013年）
- 入選九歌100年度散文選（〈大風吹〉，鍾怡雯主編，2012年）
- 入選九歌99年度散文選（〈廁所的故事〉，宇文正主編，2011年）
- 入選九歌98年度散文選（〈美在實用的基礎〉，張曼娟主編，2010年）
- 入選九歌出版社「臺灣文學30年菁英選：散文30家」（2008年）[22]
- 林榮三文學獎（〈種花〉，散文首獎，2012年；〈天天鍛鍊〉，散文佳作，2007年）[23][24]
- 入選九歌95年度散文選（〈花盆種貓〉，林文義主編，2007年）
- 國科會科普散文獎（〈啊，原來是螺旋幽門桿菌〉，佳作，2006年）
- 中國時報文學獎（〈瘤〉，2005年散文第二名）
- 入選九歌91年度散文選（〈相思炭〉，席慕蓉主編，2003年）
- 臺北文學寫作年金（「三稜鏡」寫作計畫，2002年）
- 教育部文藝創作獎（〈土撥鼠私語〉，2000年第二名）
- 入選九歌89年度散文選（〈土撥鼠私語〉，廖玉蕙主編，2000年）
- 報紙副刊編輯金鼎獎（1999年）
- 梁實秋文學獎（〈歌舞春風〉，散文佳作，1999年；〈生命的微笑〉，散文第三名，1996年）
- 臺灣省文學獎（〈倥青天〉，散文佳作，1998年）[25]
- 磺溪文學獎（〈帶我去吧，月光〉，小說第二名，1998年；〈記憶種在土地上〉，散文第二名，1997年）
- 臺灣省教育廳文藝節徵文（〈丼〉，佳作，1998年）
- 王世勛文學獎（〈來去竹林路〉，新人獎首獎，1997年）
- 《臺灣新聞報臺》年度作家（佳作，1996年；首獎，1995年）
- 國家文化藝術基金會出版暨創作補助[8]

## 連結
- 王盛弘的Facebook專頁
- 王盛弘的部落格 （页面存档备份，存于）
- 聯經出版事業公司- 作家專區：王盛弘 （页面存档备份，存于）
- 王盛弘 - 蘭亭2.0 - 當代文章:作者 （页面存档备份，存于）
- 王盛弘 - Uniigay

### 閱讀
- 政治粉餅。羅毓嘉: 〈華年生異采〉．王盛弘 （页面存档备份，存于）
- 【散文】十字劃分的世界 王盛弘- 鏡傳媒Mirror Media （页面存档备份，存于）
- Articles by 王盛弘| Gay News Asia - Fridae
- 春桂(王盛弘)_中国作家网 （页面存档备份，存于）
- 高尾山紀事| 副刊| 人間福報 （页面存档备份，存于）

### 延伸閱讀
- 王盛弘(0.68) - 國家圖書館期刊文獻資訊網中文期刊篇目系統：查詢服務[]